# أهور (اسم)
أَهْوَر هو اسم علم مذكر من أصل عربي، وجاء الاسم على صيغة اسم التفضيل، ومعناه هو الأكثر تهدمًا أو انصداعًا من الخلف وهو ثابت مكانه.